# Wera Jurjewna Rebrik
Wera Jurjewna Rebrik (russisch Вера Юрьевна Ребрик; ukrainisch Віра Ребрик Wira Rebryk, englisch Vera Rebrik; * 25. Februar 1989 in Jalta, Ukrainische SSR, Sowjetunion) ist eine Speerwerferin ukrainischer Herkunft. Sie startet (Stand Mitte 2016) für Russland.
2005 wurde sie Zweite bei den Jugendweltmeisterschaften; 2006 gewann sie die Silbermedaille bei den Juniorenweltmeisterschaften. 2007 wurde sie mit 58,48 m Junioreneuropameisterin; 2008 gewann sie in Bydgoszcz bei den Juniorenweltmeisterschaften (mit neuem Juniorenweltrekord von 63,01 m). 
Einen Monat nach dem Juniorentitel nahm sie an den Olympischen Spielen 2008 in Peking teil, schied aber in der Qualifikation aus. 2009 gewann sie Silber bei der Universiade in Belgrad und wurde bei den Weltmeisterschaften in Berlin mit 58,25 m Neunte. Im Juni 2010 verbesserte sie in Istanbul ihren persönlichen Rekord auf 63,36 m. Bei den Europameisterschaften 2010 in Barcelona und bei den Weltmeisterschaften 2011 in Daegu schied sie in der Qualifikation aus. 2012 gewann sie bei den Europameisterschaften in Helsinki mit dem ukrainischen Landesrekord von 66,86 m die Goldmedaille, kam aber bei den Olympischen Spielen in London nicht über die erste Runde hinaus. Bei den Weltmeisterschaften 2013 in Moskau wurde sie Elfte.
Nach der russischen Annexion der Krim 2014 nahm sie die russische Staatsangehörigkeit an. Nachdem der russische Verband 2015 eine Kompensation an den ukrainischen zahlte, erteilte ihr dieser eine Freigabe. Bei den Weltmeisterschaften in Peking schied sie in der Qualifikation aus. An den Leichtathletik-Europameisterschaften 2016 und den Olympischen Spielen 2016 durfte sie wegen der Sperre des russischen Leichtathletikverbands nicht teilnehmen.
Rebrik ist 1,75 m groß und wiegt im Wettkampf 65 kg.